# Daniil Kulikov
Daniil Mikhailovich Kulikov (en ruso: Даниил Михайлович Куликов; Reutov, Moscú, 24 de junio de 1998) es un futbolista ruso que juega como centrocampista en el F. C. Pyunik de la Liga Premier de Armenia.

## Trayectoria
Debutó en la Liga de Fútbol Profesional de Rusia el 19 de julio de 2017 durante su préstamo en el Lokomotiv-2 Moscú contra el FC Znamya Truda Orekhovo-Zuyevo.
Debutó con el primer equipo del Lokomotiv Moscú el 31 de octubre de 2018 contra el FC Yenisey Krasnoyarsk en la Copa de Rusia. Esta competición la ganó un par de ocasiones, así como una Supercopa, y disputó 89 partidos antes de acordar la rescisión de su contrato el 14 de febrero de 2024. Ese mismo día fichó por el F. C. Rodina Moscú. Allí completó la temporada y en agosto se unió al F. K. Dinamo Minsk, donde estuvo hasta final de año. Entonces siguió su carrera en el F. C. Pyunik.

## Estadísticas
Actualizado al último partido disputado el 17 de mayo de 2025.
| Club                             | Div.          | Temporada     | Liga  | Liga  | Copas nacionales | Copas nacionales | Copas internacionales | Copas internacionales | Total | Total |
| Club                             | Div.          | Temporada     | Part. | Goles | Part.            | Goles            | Part.                 | Goles                 | Part. | Goles |
| -------------------------------- | ------------- | ------------- | ----- | ----- | ---------------- | ---------------- | --------------------- | --------------------- | ----- | ----- |
| Kazanka Moscú · Rusia            | 3.ª           | 2017-18       | 23    | 0     | ―                | ―                | ―                     | ―                     | 23    | 0     |
| Kazanka Moscú · Rusia            | 3.ª           | 2018-19       | 16    | 1     | ―                | ―                | ―                     | ―                     | 16    | 1     |
| Kazanka Moscú · Rusia            | 3.ª           | 2019-20       | 3     | 0     | ―                | ―                | ―                     | ―                     | 3     | 0     |
| Kazanka Moscú · Rusia            | Total club    | Total club    | 42    | 1     | 0                | 0                | 0                     | 0                     | 42    | 1     |
| F. C. Lokomotiv Moscú · Rusia    | 1.ª           | 2018-19       | 0     | 0     | 1                | 0                | ―                     | ―                     | 1     | 0     |
| F. C. Lokomotiv Moscú · Rusia    | 1.ª           | 2019-20       | 6     | 0     | 1                | 0                | 1                     | 0                     | 8     | 0     |
| F. C. Lokomotiv Moscú · Rusia    | 1.ª           | 2020-21       | 25    | 0     | 4                | 0                | 4                     | 0                     | 33    | 0     |
| F. C. Lokomotiv Moscú · Rusia    | 1.ª           | 2021-22       | 17    | 0     | 1                | 0                | 2                     | 0                     | 20    | 0     |
| F. C. Lokomotiv Moscú · Rusia    | 1.ª           | 2022-23       | 13    | 0     | 7                | 0                | ―                     | ―                     | 20    | 0     |
| F. C. Lokomotiv Moscú · Rusia    | 1.ª           | 2023-24       | 4     | 0     | 3                | 0                | ―                     | ―                     | 7     | 0     |
| F. C. Lokomotiv Moscú · Rusia    | Total club    | Total club    | 65    | 0     | 17               | 0                | 7                     | 0                     | 89    | 0     |
| F. C. Rodina Moscú · Rusia       | 2.ª           | 2023-24       | 14    | 1     | 1                | 0                | ―                     | ―                     | 15    | 1     |
| F. C. Rodina Moscú · Rusia       | Total club    | Total club    | 14    | 1     | 1                | 0                | 0                     | 0                     | 15    | 1     |
| F. K. Dinamo Minsk · Bielorrusia | 1.ª           | 2024          | 12    | 1     | ―                | ―                | 5                     | 0                     | 17    | 1     |
| F. K. Dinamo Minsk · Bielorrusia | Total club    | Total club    | 12    | 1     | 0                | 0                | 5                     | 0                     | 17    | 1     |
| F. C. Pyunik Armenia             | 1.ª           | 2024-25       | 10    | 1     | 4                | 0                | ―                     | ―                     | 14    | 1     |
| F. C. Pyunik Armenia             | Total club    | Total club    | 10    | 1     | 4                | 0                | 0                     | 0                     | 14    | 1     |
| Total carrera                    | Total carrera | Total carrera | 143   | 4     | 22               | 0                | 12                    | 0                     | 177   | 4     |
| 1. 2.                            |               |               |       |       |                  |                  |                       |                       |       |       |

## Palmarés

### Títulos nacionales
| Título                      | Club                  | País        | Año     |
| --------------------------- | --------------------- | ----------- | ------- |
| Copa de Rusia               | F. C. Lokomotiv Moscú | Rusia       | 2018-19 |
| Supercopa de Rusia          | F. C. Lokomotiv Moscú | Rusia       | 2019    |
| Copa de Rusia               | F. C. Lokomotiv Moscú | Rusia       | 2020-21 |
| Liga Premier de Bielorrusia | F. K. Dinamo Minsk    | Bielorrusia | 2024    |